# یوهین سینه‌بلوطی
یوهین سینه‌بلوطی (نام علمی: Yuhina everetti) نام یک گونه از سرده یوهین است.